# 林長懋
林 長懋（りん ちょうぼう、生没年不詳）は、明代の官僚。字は景時。本貫は興化府莆田県。

## 生涯
泉州府訓導の林献中の子として生まれた。1405年（永楽3年）、郷試に及第した。南昌県教諭に任じられ、青州府教授に進んだ。1420年（永楽18年）、翰林院編修に抜擢された。礼科給事中の戴綸とともに皇太孫朱瞻基に近侍して書を講説した。永楽帝は朱瞻基に命じて武事を習わせた。朱瞻基もまた武事をもともと好んでいたことから、ときおり騎射に出かけた。林長懋と戴綸は朱瞻基の年齢が成長期にあたり、学問をおろそかにして遊猟にかまけるのは宜しくないと、折に触れて諫言した。1424年（永楽22年）、長懋は左春坊中允に進んだ。頑固で厳しい性格で、遠慮のない直言を重ね、戴綸とは仲が良かった。
宣徳帝（朱瞻基）が即位すると、長懋は鬱林州知州に左遷された。恨み言があったとして、逮捕されて北京に連行され、錦衣衛の獄に下された。長懋は獄中にあること10年、英宗が即位すると、赦免された。鬱林州知州の官に復帰し、善政で知られた。60歳で死去すると、鬱林州の人が廟を立ててかれを祀った。